# کورمار جنوبی
کورمار جنوبی (نام علمی: Ramphotyphlops australis) نام یک گونه از سرده کورماران دم‌دراز است.